# Нејпјидо
Нејпјидо (бур. , транскрипције Nay Pyi Taw, Naypyitaw) главни град Мјанмара, и његов трећи највећи град са 924.608 становника (2009). По уставу из 2008. град има статус савезне територије Мјанмара. Овај град је необичан међу градовима Мјанмара, јер је он потпуно планиран град ван било које државе или региона. Град, тада познат само као Пјинмана дистрикт, званично је заменио Рангун као административну престоницу Мјанмара 6. новембра 2005; њетово званично име је откривено јавности на Дан оружаних снага, 27. марта 2006. године.
Као седиште владе Мјанмара, Нејпјидо је место Парламента Уније, Врховног суда, Председничке палате, званичне резиденције Кабинета Мјанмара и седишта владиних министарстава и војске. Нејпјидо је познат по својој необичној комбинацији велике величине и веома ниске густине насељености. Град је био домаћин 24. и 25. ASEAN самита, 3. BIMSTEC самита, Деветог самита источне Азије и Игара југоисточне Азије 2013.
Нејпјидо се налази 320 km северно од Рангуна, највећег града земље и престонице до 2005.
Изградња града је започела 2002. Постао је главни град земље 6. новембра 2005. Званично име града је објављено 27. марта 2006. У слободном преводу име значи „престоница краљева“ или „краљевски град сунца“, и коришћено је у прошлости као атрибут других градова. Град је још увек у изградњи и планира се да буде довршен око 2012. Подељен је на зоне: стамбену, војну, хотелску, дипломатску и зону министарстава. Путовање и становање у Нејпјидоу је под контролом војне хунте Мјанмара.

## Географија
Нејпјидо се налази између планинских ланаца Баго Јома и Шан Јома. Град покрива површину од 7,054 km2 (2,724 sq mi) и има 924.608 становника, према званичним подацима.

### Клима
| Клима Нејпјида                                     | Клима Нејпјида | Клима Нејпјида | Клима Нејпјида | Клима Нејпјида | Клима Нејпјида | Клима Нејпјида | Клима Нејпјида | Клима Нејпјида | Клима Нејпјида | Клима Нејпјида | Клима Нејпјида | Клима Нејпјида | Клима Нејпјида |
| Показатељ \ Месец                                  | .Јан.          | .Феб.          | .Мар.          | .Апр.          | .Мај.          | .Јун.          | .Јул.          | .Авг.          | .Сеп.          | .Окт.          | .Нов.          | .Дец.          | .Год.          |
| -------------------------------------------------- | -------------- | -------------- | -------------- | -------------- | -------------- | -------------- | -------------- | -------------- | -------------- | -------------- | -------------- | -------------- | -------------- |
| Максимум, °C (°F)                                  | 30 (86)        | 34 (93)        | 36 (97)        | 38 (100)       | 35 (95)        | 32 (90)        | 31 (88)        | 30 (86)        | 32 (90)        | 32 (90)        | 31 (88)        | 29 (84)        | 32,5 (90,5)    |
| Минимум, °C (°F)                                   | 14 (57)        | 16 (61)        | 20 (68)        | 24 (75)        | 25 (77)        | 24 (75)        | 24 (75)        | 24 (75)        | 24 (75)        | 23 (73)        | 20 (68)        | 16 (61)        | 21,2 (70,2)    |
| Количина падавина, mm (in)                         | 5 (0,2)        | 2 (0,08)       | 9 (0,35)       | 33 (1,3)       | 154 (6,06)     | 160 (6,3)      | 198 (7,8)      | 229 (9,02)     | 186 (7,32)     | 131 (5,16)     | 37 (1,46)      | 7 (0,28)       | 1,151 (45,33)  |
| Дани са падавинама                                 | 1              | 0              | 1              | 3              | 14             | 21             | 23             | 24             | 19             | 12             | 4              | 1              | 123            |
| Извор: Weather2Travel.com. Retrieved 26 March 2013 |                |                |                |                |                |                |                |                |                |                |                |                |                |

## Историја
Naypyidaw was founded on a greenfield site near Pyinmana, about 320 km (200 mi) north of the old capital, Yangon. Construction started in 2002 and was completed by 2012. At least 25 construction companies were hired by the military government to build the city.
On 6 November 2006, more than 12,000 troops marched in the new capital in its first public event: a massive military parade to mark Armed Forces Day, the anniversary of Burma's 1945 revolution against the Japanese occupation. Filming was restricted to the concrete parade ground which contains three enormous sculptures — depictions of King Anawrahta, Bayinnaung and Alaungpaya. The city was officially named Naypyidaw during these ceremonies, and the official, albeit mostly administrative, capital of the country was relocated from Yangon to Naypyidaw.

## Становништво
| 2014.   |
| ------- |
| 375.189 |

## Саобраћај

### Путеви
Аутопут Рангун-Нејпјидо са четири траке дужине 323,2 km (200,8 mi) директно повезује Нејпјидо са Рангуном и део је аутопута Рангун-Нејпјидо-Мандалеј дугог 563 km (350 mi). Постоји булевар са 20 трака; као и већина путева у граду, углавном је празан. Нејпјидо има путеве са четири траке и кружне токове на више нивоа, прекривене цвећем (саобраћајни кругови).

### Ваздух
Међународни аеродром Нејпјидо, такође познат као аеродром Ајелар, отворен је у децембру 2011. и налази се 16 km (10 mi) југоисточно од града, између градова Ела и Лу. Услужују га све домаће авио-компаније — Ер Баган, Ер Мандалај, Мјанмарска национална авио компанија, ФМИ Ер и Рангун ервејз — са редовним летовима за Рангун и друге градове широм земље. Према Министарству саобраћаја, аеродром има писту дугу 3,6 km (2,2 mi), контролни торањ висок 69 m (226 ft) и може обавити до 65.000 летова годишње. Bangkok Airways, China Eastern Airlines, Qingdao Airlines, и Donghai Airlines опслужују аеродром међународним летовима за и из Бангкока, Куенминг, Kunming, Нанинга, Сијана, и Шенџена.

### Аутобуси и таксији
Услуге јавног превоза су ограничене између насеља. Владина министарства оперишу шатл аутобусе ујутру и увече до својих зграда.
Град има централну аутобуску станицу и једну такси компанију којом управља војска. Мотоцикли су забрањени на неким путевима у градским границама Нејпјида, укључујући делове пута Тав Вин Јадана, као резултат стотина смртних случајева у саобраћајним несрећама 2009. године.

### Железница
Железничка станица у Нејпјиду је отворена на миљоказу бр. (233/0), између станице Вајватав и станице Кајитанган на прузи Рангун-Мандалеј са површином станице од 2.700 m × 1.200 m (9.000 ft × 4.000 ft) и покривеном површином од 334,5 ha (826,5 acres). Изградња је почела 8. децембра 2006, а железничка станица у Нејпјиду отворена је 5. јула 2009, иако надвожњак, зграда за локомотиве, бетонски пут који води до станице, паркинг, салон за путнике и перон нису били завршени.
Пре отварања железничке станице у Нејпјиду, град су опслуживале станице Пјинмана и Лу, иако је само станица Пјинмана на главној железничкој линији (која се протеже на релацији Рангун-Баго-Нејпјидо-Тази-Мандалеј). Станица Лу је на путу од Пјинмане за Кјаукпаданг. Од Рангуна до Пјинмане потребно је девет сати вожње возом; возови полазе у 12:00 и стижу у 21:30 по локалном времену.
У августу 2011. године, руски медији објавили су да ће руска фирма градити метро линију од 50 km (31 mi), која ће бити први подземни железнички систем у земљи, испод Нејпјида. Међутим, Министарство железничког саобраћаја је накнадно саопштило да је план отказан због недостатка потражње и буџетских ограничења.